# Cheng Taining
Cheng Taining (程泰宁,  Chéng Tàinìng; * Dezember 1935 in Nanjing, Provinz Jiangsu, China) ist einer der führenden Architekten in China.

## Leben und Wirken
1956 beendete Cheng Taining seine Ausbildung an der „Akademie für Ingenieurwesen, Nanjing“ (南京工学院,  Nánjīng Gōngxuéyuàn) (seit 1988 „Dongnan Universität“ (东南大学,  Dōngnán Dàxué)). Später war er Professor an dieser Universität und Chef des Zentrums für Bautheorie und Bauplanung.

## Zielsetzung seiner Arbeit
Cheng Taining ist der Ansicht, dass Architektur in China sich auch an der traditionellen chinesischen Architektur orientieren muss, um internationale Bedeutung zu erlangen, und kritisiert hiermit auch ausländische Architekten, die dem Land China versuchen ihren Stempel aufzudrücken mit immer höheren Gebäuden, deren Dimensionen nicht der Behebung von Platznot dienen, sondern vor allem dem Prestige ihrer Erbauer.
Cheng orientiert sich selbst bevorzugt an der traditionellen Architektur von Jiangnan, dem Teil im Süden Chinas, in dem er selbst längere Zeit gelebt hat. Er begann mit seiner eigentlichen Arbeit als Architekt erst mit 45 Jahren, nach dem Ende der Kulturrevolution. Eine typische Arbeit für die Integration der heimatlichen Jiangnan-Kultur ist das 2004 vollendete Mausoleum für Lu Xun. Das jüngste seiner Werke ist das Kunstmuseum Zhejiang, vollendet 2009. Über dieses Bauwerk sagte er selbst: „Wenn man ein Museum plant, muss man hunderte von Museen zuvor besucht haben, um den Besucherstrom zu analysieren und sich mit den Details der Funktionen eines Museums vertraut zu machen.“ Die Grundlage des architektonischen Bauens ist für ihn nicht das Design, sondern die Bauerfahrung. Ein Gebäude soll in die Umgebung eingebettet sein und auch die soziologischen Gegebenheiten berücksichtigen.

## Bauwerke
Cheng Tailing hat mehr als 90 Bauwerke als Architekt betreut. (Eine ausführlichere Liste findet sich bei Baidu Baike; mit Beschreibung der einzelnen Bauwerke). Darunter:
- Lu Xun Memorial Hall in Shaoxing, Lu Xuns Geburtsort, in der Nähe seines ehemaligen Wohnhauses. Erbaut 2004. Anklänge an die traditionelle Bauweise in Jiangnan.[2]
- Kunstmuseum Zhejiang, eröffnet 2009 (2008?)
- Nanjing Museum (南京博物院,  Nanjing Bowuyuan)[3]
- Villenviertel in den Bergen bei Nanjing (南京大山地别墅区,  Nánjīng Dàshāndì Biéshùqū)[3]
- Managementvilla eines Hotels in Zhejiang (浙江宾馆商务别墅,  Zhéjiāng Bīnguǎn Shāngwù Béishù)[3]
- Shanghai Center (上海中心,  Shànghǎi Zhōngxīn)[3]
- Hangzhou Ostbahnhof 杭州东站(杭州东站,  Hángzhōu Dōngzhàn)[3]
- Bamako Conference Hall. ArchNet Site ID: AS01760. Ort: Bamako, Mali. Architekt/Planung: Taining Cheng und Xianghan Ye: Auftraggeber: Government of Mali. Datum: 1995. Verwendungszweck: Conference center. Project ID: 1978 Anmerkung: Eine Konferenzhalle, eine Festhalle und eine Empfangshalle, verbunden durch einen zentralen gepflasterten Platz.[4]
- Nationaltheater Ghana in Accra. ArchNet Site ID: AS01761. Ort: Accra, Ghana. Architekt/Planung: Taining Cheng and Xianghan Ye. Auftraggeber: Ghana National Commission of Culture. Datum: 1992. Nutzung als: Theater. Project ID: 1979. Anmerkung: Ein Gebäudekomplex mit drei Strukturen: einem Theater, einer Ausstellungshalle und einem Aufführungsraum mit Amphitheater.[5]

## Aktivitäten und Auszeichnungen

### Aktivitäten
- „Direktor des Planungs- und Forschungszentrums für Bauwesen an der Dongnan Universität“[6] (东南大学建筑设计与理论研究中心主任,  Dōngnán Dàxué Jiànzhù Shèjì Yǔ Līlùn Yánjiū Zhōngxīn Zhǔrèn)
- Leitender Architekt der „Vereinigten Chinesischen Baugesellschaft“[6] (中国联合工程公司总建筑师,  Zhōngguó Liánhé Gōngchéng Gōngsī Zǒngjiànzhùshī)
- Vorstand der „Aktiengesellschaft für umweltgerechte Bauplanung“[6] (中联筑境建筑设计有限公司主持人,  Zhōng Lián Zhù Jīng Jiànzhù Shìjì Yǒuciàn Gōngsī Zhǔchírén)

### Auszeichnungen
- Auszeichnung „Hervorragender Spezialist im mittleren und jüngeren Alter“ (1991)
- Architektenpreis des Liang Sicheng (2004)
- „National Senior Architect“ (2005)[6](中国建筑设计大师,  Zhōngguó Jiànzhù Shèjì Dàshī)
- Mitglied „Chinesische Akademie für Ingenieurwesen“ (2005)[6] (中国工程院,  Zhōngguó Gōngchéngyuàn)[7]
- Juror des Architektenwettbewerbs „Bridging Rivers Competition“.[8]

## Ausstellungen
„Ausstellung der Arbeiten Cheng Tainings. Zehn Jahre Entwicklung einer in die Umgebung eingebetteten Architektur.“
(程泰宁建筑作品展•筑境建筑十周年展,  Chéng Tàinìng Jiànzhù Zuòpǐn Zhǎn • Zhù Jìng Jiànzhù Shí Zhōunián Zhǎn) 4. September 2012 bis 11. September 2012. Kunstmuseum Zhejiang.

## Publikationen
- Cheng Taining: Auswahl seiner Bauwerke. 1997–2000; Bd. 1 und 2. (程泰宁：建筑作品选:1997–2000).
- „Cheng Taining, Auswahl seiner Bauwerke“ (程泰宁建筑作品选); Autor: Cheng Taining; Verlag der chinesischen Bauwirtschaft (中国建筑工业出版社); Untertitel: 2001–2004; Publikationsjahr: 2005–6, ISBN 7-112-07313-8.

Dieses Buch enthält eine Sammlung zu den Arbeiten des Senior Architekten Cheng Taining. Es ist eine detaillierte Einführung in die Planung von 16 Arbeiten in den Jahren 2001 bis 2004. Außerdem zeigt es die grundlegenden Gedanken beim Fortschreiten der Planung. Man kann daraus die Methoden der Planung erlernen sowie die Arbeitsmethoden und die Techniken.
- „Cheng Taining, Auswahl seiner Bauwerke“ (程泰宁建筑作品选); Autor: Cheng Taining; Verlag der chinesischen Bauwirtschaft (中国建筑工业出版社); Untertitel: 2005–2008; Publikationsdatum: 1. August 2009, ISBN 978-7-112-11128-2.[13]
- „Cheng Taining“, Herausgeber: „Dang dai Zhongguo jian zhu shi“ cong shu bian wei hui.(Autorencommittee „Sammlung Chinesische Architekten der Gegenwart“); Chinesisch und Englisch;, Illustrationen. 1997?, ISBN 7-112-03352-7. LoC[14]